# 2005-ös Formula–1 német nagydíj
A német nagydíj volt a 2005-ös Formula–1 világbajnokság tizenkettedik futama, amelyet 2005. július 24-én rendeztek meg a német Hockenheimringen, Hockenheimben.

## Időmérő edzés
Az időmérőn Räikkönen győzött Button és Alonso előtt.
| Helyezés | Versenyző            | Csapat/Motor      | Idő        | Különbség |
| -------- | -------------------- | ----------------- | ---------- | --------- |
| 1        | Kimi Räikkönen       | McLaren-Mercedes  | 1:14.320   | –         |
| 2        | Jenson Button        | BAR-Honda         | 1:14.759   | + 0.439   |
| 3        | Fernando Alonso      | Renault           | 1:14.904   | + 0.586   |
| 4        | Giancarlo Fisichella | Renault           | 1:14.927   | + 0.609   |
| 5        | Michael Schumacher   | Ferrari           | 1:15.006   | + 0.688   |
| 6        | Mark Webber          | Williams-BMW      | 1:15.070   | + 0.752   |
| 7        | Nick Heidfeld        | Williams-BMW      | 1:15.403   | + 1.083   |
| 8        | Szató Takuma         | BAR-Honda         | 1:15.501   | + 1.181   |
| 9        | Jarno Trulli         | Toyota            | 1:15.532   | + 1.212   |
| 10       | Christian Klien      | Red Bull-Cosworth | 1:15.635   | + 1.315   |
| 11       | David Coulthard      | Red Bull-Cosworth | 1:15.679   | + 1.359   |
| 12       | Ralf Schumacher      | Toyota            | 1:15.689   | + 1.369   |
| 13       | Felipe Massa         | Sauber-Petronas   | 1:16.009   | + 1.691   |
| 14       | Jacques Villeneuve   | Sauber-Petronas   | 1:16.012   | + 1.694   |
| 15       | Rubens Barrichello   | Ferrari           | 1:16.230   | + 1.910   |
| 16       | Christijan Albers    | Minardi-Cosworth  | 1:17.519   | +3.199    |
| 17       | Robert Doornbos      | Minardi-Cosworth  | 1:18.313   | + 3.993   |
| 18       | Tiago Monteiro       | Jordan-Toyota     | 1:18.599   | + 4.279   |
| 19       | Juan Pablo Montoya   | McLaren-Mercedes  | idő nélkül |           |
| 20       | Narain Karthikeyan   | Jordan-Toyota     | idő nélkül |           |

* Juan Pablo Montoya tízhelyes rajtbüntetést kapott motorcsere miatt, így a mezőny végéről kezdhette meg a versenyt.

## Futam
A finn dominálta a versenyt, amíg a 36. körben a hidraulika hibája miatt ki nem esett. A leggyorsabb kör azonban a finné lett 1:14,873-mal. Alonso győzelmével már 36 pontra növelte előnyét a vb-második Räikkönennel szemben, aki egyetlen kiesője volt a futamnak. Montoya második, Button harmadik, Fisichella negyedik, Michael ötödik, Ralf hatodik, Coulthard hetedik, Massa nyolcadik lett.
| Helyezés | Rajtszám | Versenyző            | Csapat/Motor      | Futott kör | Idő/Kiesés oka   | Rajthely | Pont |
| -------- | -------- | -------------------- | ----------------- | ---------- | ---------------- | -------- | ---- |
| 1        | 5        | Fernando Alonso      | Renault           | 67         | 1h26:28.599      | 3        | 10   |
| 2        | 10       | Juan Pablo Montoya   | McLaren-Mercedes  | 67         | + 22.569         | 20       | 8    |
| 3        | 3        | Jenson Button        | BAR-Honda         | 67         | + 24.422         | 2        | 6    |
| 4        | 6        | Giancarlo Fisichella | Renault           | 67         | + 50.587         | 4        | 5    |
| 5        | 1        | Michael Schumacher   | Ferrari           | 67         | + 51.690         | 5        | 4    |
| 6        | 17       | Ralf Schumacher      | Toyota            | 67         | + 52.242         | 12       | 3    |
| 7        | 14       | David Coulthard      | Red Bull-Cosworth | 67         | + 52.700         | 11       | 2    |
| 8        | 12       | Felipe Massa         | Sauber-Petronas   | 67         | + 56.570         | 13       | 1    |
| 9        | 15       | Christian Klien      | Red Bull-Cosworth | 67         | + 1:09.818       | 10       |      |
| 10       | 2        | Rubens Barrichello   | Ferrari           | 66         | + 1 kör          | 15       |      |
| 11       | 8        | Nick Heidfeld        | Williams-BMW      | 66         | + 1 kör          | 7        |      |
| 12       | 4        | Szató Takuma         | BAR-Honda         | 66         | + 1 kör          | 8        |      |
| 13       | 21       | Christijan Albers    | Minardi-Cosworth  | 65         | + 2 kör          | 16       |      |
| 14       | 16       | Jarno Trulli         | Toyota            | 64         | Hidraulika       | 9        |      |
| 15       | 11       | Jacques Villeneuve   | Sauber-Petronas   | 64         | + 3 kör          | 14       |      |
| 16       | 19       | Narain Karthikeyan   | Jordan-Toyota     | 64         | + 3 kör          | 19       |      |
| 17       | 18       | Tiago Monteiro       | Jordan-Toyota     | 64         | + 3 kör          | 18       |      |
| 18       | 20       | Robert Doornbos      | Minardi-Cosworth  | 63         | + 4 kör          | 17       |      |
| HN       | 7        | Mark Webber          | Williams-BMW      | 55         | + 12 kör         | 6        |      |
| Ki       | 9        | Kimi Räikkönen       | McLaren-Mercedes  | 32         | Hidraulika/Motor | 1        |      |

## A világbajnokság élmezőnyének állása a verseny után
| H  | Versenyzők         | Pont | H  | Konstruktőrök    | Pont |
| -- | ------------------ | ---- | -- | ---------------- | ---- |
| 1. | Fernando Alonso    | 87   | 1. | Renault          | 117  |
| 2. | Kimi Räikkönen     | 51   | 2. | McLaren-Mercedes | 95   |
| 3. | Michael Schumacher | 47   | 3. | Ferrari          | 78   |
| 4. | Juan Pablo Montoya | 34   | 4. | Toyota           | 57   |
| 5. | Rubens Barrichello | 31   | 5. | Williams-BMW     | 47   |

## Statisztikák
Vezető helyen:
- Kimi Räikkönen: 35 (1-35)
- Fernando Alonso: 32 (36-67)

Fernando Alonso 7. győzelme, Kimi Räikkönen 6. pole-pozíciója, 11. leggyorsabb köre.
- Renault 24. győzelme.